# Nowoseliwka (rejon aleksandryjski)
Nowoseliwka (ukr. Новоселівка, do 2016 Komintern, ukr. Комінтерн) – osiedle na Ukrainie, w obwodzie kirowohradzkim, w rejonie aleksandryjskim, w hromadzie Pryjutiwka. W 2001 liczyło 631 mieszkańców, wśród których 600 wskazało jako ojczysty język ukraiński, 22 rosyjski, 2 mołdawski, 1 białoruski, 5 ormiański, a 1 inny.